# Плесной, Антон Васильевич
Антон Васильевич Плесной (укр. Антон Васильович Плєсной, груз. ანტონ პლესნოი; род. 17 сентября 1996 года) — грузинский тяжелоатлет украинского происхождения, чемпион Европы 2021 года, призёр чемпионатов мира (2019) и Европы (2019). Бронзовый призёр Олимпийских игр 2020 в Токио.

## Карьера
В 2012 году Антон впервые выступил на юношеском чемпионате Европы в составе Украины где занял 5-е место в категории до 77 кг, показав сумму 275 кг.
В 2018 году принял участие в чемпионате мира в Ашхабаде в составе сборной Грузии. Выступал в новой весовой категории до 96 кг. В результате стал 8-м, с весом на штанге по сумме двух упражнений — 379 кг.
На чемпионате Европы 2019 года, в Батуми, Плесной в упражнении рывок завоевал малую серебряную медаль (173 кг), по сумме двух упражнений он стал бронзовым призёром континентального первенства.
На предолимпийском чемпионате мира 2019 года, который проходил в Таиланде, грузинский спортсмен завоевал бронзовую медаль в весовой категории до 96 кг. Общий вес на штанге 394 кг. В упражнении рывок он стал первым (181 кг).
В апреле 2021 года на чемпионате Европы в Москве в весовой категории до 96 кг Антон стал чемпионом Европы с результатом 393 килограмма. В упражнении «рывок» завоевал малую золотую медаль с весом на штанге 180 килограммов, а в упражнении толчок также стал первым с весом на штанге 213 килограммов. В том же году на Олимпиаде в Токио Плесной завоевал 3-е место — 387 кг (177 кг в рывке и 210 кг в толчке).

## Достижения
Чемпионат мира
| Результат | Вес      | Год  | Место соревнований | Рывок | Толчок | Общий вес |
| Бронза    | до 96 кг | 2019 | Паттайя            | 181,0 | 213,0  | 394,0     |

Чемпионат Европы
| Результат | Вес      | Год  | Место соревнований | Рывок | Толчок | Общий вес |
| Бронза    | до 96 кг | 2019 | Батуми             | 173,0 | 204,0  | 377,0     |
| Золото    | до 96 кг | 2021 | Москва             | 180,0 | 213,0  | 393,0     |